# Baiyatai
Baiyatai är en socken i Kina. Den ligger i provinsen Shanxi, i den norra delen av landet, omkring 200 kilometer nordost om provinshuvudstaden Taiyuan. Antalet invånare är 4 023. Befolkningen består av 1 962 kvinnor och 2 061 män. Barn under 15 år utgör 16,0 %, vuxna 15-64 år 70 %, och äldre över 65 år 12,0 %.
Runt Baiyatai är det ganska tätbefolkat, med 75 invånare per kvadratkilometer. Närmaste större samhälle är Donghenan, 8,5 km nordost om Baiyatai. Trakten runt Baiyatai består i huvudsak av gräsmarker.
Genomsnittlig årsnederbörd är 639 millimeter. Den regnigaste månaden är juli, med i genomsnitt 160 mm nederbörd, och den torraste är januari, med 3 mm nederbörd.